# Fessenden (Dakota du Nord)
Pour les articles homonymes, voir Fessenden.
La ville de Fessenden est le siège du comté de Wells, dans l’État du Dakota du Nord, aux États-Unis. Sa population, qui s’élevait à 479 habitants lors du recensement de 2010, est estimée à 433 habitants en 2019.

## Histoire
Fessenden a été fondée en 1893 avec l’arrivée du Minneapolis, St. Paul and Sault Ste. Marie Railroad dans la région. En 1894, le siège du comté a été transféré de Sykeston à Fessenden. La localité a été nommée d’après un arpenteur général nommé Fessenden qui avait arpenté le comté.

## Démographie
| 1910 | 1920 | 1930 | 1940 | 1950 | 1960 |
| ---- | ---- | ---- | ---- | ---- | ---- |
| 713  | 731  | 738  | 902  | 917  | 920  |

| 1970 | 1980 | 1990 | 2000 | 2010 | - |
| ---- | ---- | ---- | ---- | ---- | - |
| 815  | 761  | 655  | 625  | 479  | - |

## Climat
Selon la classification de Köppen, Fessenden a un climat continental humide, abrégé Dfb.

## Galerie photographique

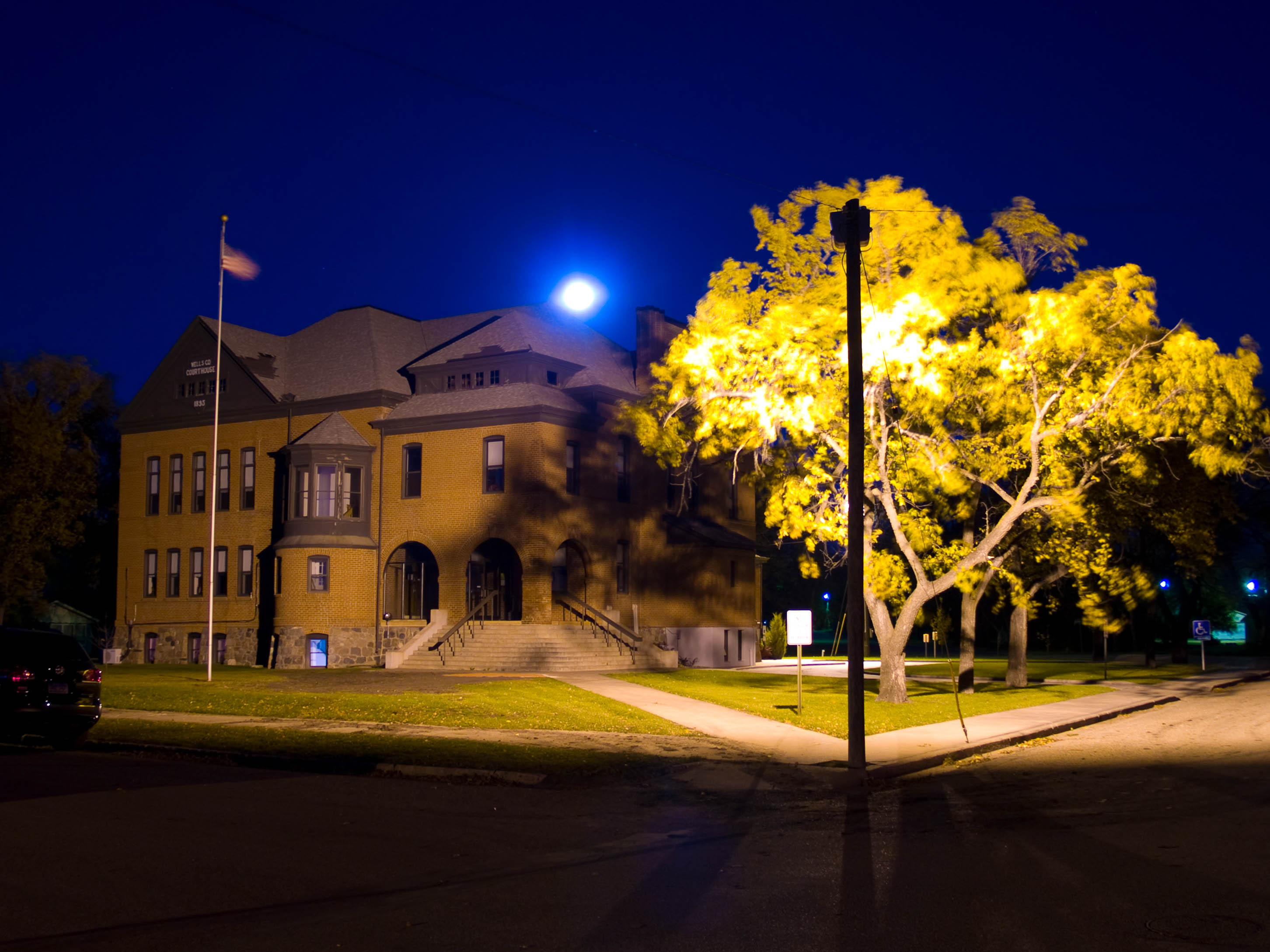
La cour de justice du comté